# Стриївська сільська рада (Звягельський район)
Стриївська сільська рада — орган місцевого самоврядування Стриївської сільської територіальної громади Звягельського району Житомирської області з розміщенням у с. Стриєва.

## Склад ради

### VIII скликання
Рада складається з 22 депутатів та голови.
25 жовтня 2020 року, на чергових місцевих виборах, було обрано 22 депутати ради, з них (за суб'єктами висування): «Слуга народу» — 7, самовисування та Всеукраїнське об'єднання «Батьківщина» — по 5, «Наш край» — 4, Радикальна партія Олега Ляшка — 1.
Головою громади обрали позапартійного самовисуванця Юрія Процюка, чинного Стриївського сільського голову.

### Перші вибори до ради громади (2019р.)
Перші вибори депутатів ради та голови громади відбулись 30 червня 2019 року. Було обрано 22 депутати ради, з них (за суб'єктами висування): ВО «Батьківщина» — 13, самовисування — 6 та Європейська Солідарність — 3.
Головою громади обрали Юрія Процюка, тоді Киківського сільського голову.

### Керівний склад сільської ради
| ПІБ                      | Основні відомості                                                               | Дата обрання | Дата звільнення |
| ------------------------ | ------------------------------------------------------------------------------- | ------------ | --------------- |
| Бобер Василь Миколайович | Сільський голова, 1970 року народження, освіта, член Партії регіонів            | 26.03.2006   | 31.10.2010      |
| Бобер Василь Миколайович | Сільський голова, 1970 року народження, освіта середня спеціальна, безпартійний | 31.10.2010   |                 |

Примітка: таблиця складена за даними джерела

## Історія
Створена 1923 року в складі сіл Кануни та Стриєва Смолдирівської волості Новоград-Волинського повіту Волинської губернії.
Станом на 1 вересня 1946 року сільська рада входила до складу Новоград-Волинської міської ради Житомирської області, на обліку в раді перебували села Кануни та Стриєва.
На 1 січня 1972 року сільська рада входила до складу Новоград-Волинського району Житомирської області, на обліку в раді перебували села Кануни та Стриєва.
До 4 грудня 2018 року адміністративно-територіальна одиниця в Новоград-Волинському районі Житомирської області з територією 34,629 км², населенням 849 осіб та підпорядкуванням сіл Стриєва та Кануни.
Входила до складу Новоград-Волинського району (7.03.1923 р., 4.06.1958 р.) та Новоград-Волинської міської ради (1.06.1935 р.).

### Населення
Кількість населення ради станом на 1923 рік становила 1 653 особи, кількість дворів — 362.
Відповідно до результатів перепису населення СРСР, кількість населення ради станом на 12 січня 1989 року становила 1 003 особи.
Станом на 5 грудня 2001 року, відповідно до перепису населення України, кількість мешканців сільської ради становила 849 осіб.